# Austin Ejide
Augustine Amamchukwu Ejide, também conhecido por Austin Ejide (Onitsha, 8 de abril de 1984) é um futebolista nigeriano que é um futebolista nigeriano que joga como goleiro. Atualmente defende o Hapoel Hadera.

## Carreira
Por clubes, Ejide iniciou a carreira em 1999, no Gabros International. Jogou também por Étoile du Sahel e Bastia antes de se firmar no futebol de Israel, onde atuou em 3 clubes chamados Hapoel - no de Petah-Tikva, atuou entre 2009 e 2012; pela equipe de Be'er Sheva, jogou 94 partidas entre 2012 er 2015, e desde 2017 joga pelo Hapoel Hadera, clube recém-promovido à primeira divisão do Campeonato Israelense.

## Seleção Nigeriana
Ejide, que estreou pela Seleção Nigeriana de Futebol em 2001, venceu o Campeonato Africano das Nações de 2013 pelas Super Águias. Integrou o elenco das Copas de 2002, 2010 e 2014, todas como reserva de Vincent Enyeama - em 2002, foi a terceira opção ao gol nigeriano, ficando atrás do próprio Enyeama, que foi titular contra a Inglaterra, e do veterano Ike Shorunmu, titular contra Argentina e Suécia.
A única vez que jogou um torneio como titular foi no Campeonato Africano das Nações de 2008, por opção do técnico alemão Berti Vogts. Em 13 anos de carreira internacional, foram 34 partidas pela Seleção Nigeriana.

## Títulos
Nigéria
- Campeonato Africano das Nações: 2013

## Curiosidade
Amamchukwu, segundo nome do goleiro, significa "Eu conheço o desejo de Deus".